# Przystań (rejon szeptycki)
Przystań (ukr. Пристань) – wieś na Ukrainie, w rejonie szeptyckim obwodu lwowskiego. Wieś liczy około 900 mieszkańców.
Do 2024 w rejonie czerwonogrodzkim.
W II Rzeczypospolitej do 1934 samodzielna gmina jednostkowa. Następnie należała do zbiorowej wiejskiej gminy Butyny w powiecie żółkiewski w woj. lwowskim. Po wojnie wieś weszła w struktury administracyjne Związku Radzieckiego.